# 미겔리토 발데스

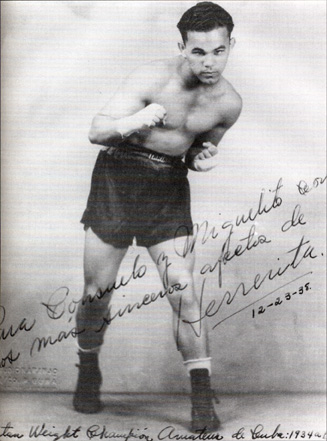
권투 선수 시절의 미겔리토 발데스

미겔리토 발데스(Miguelito Valdes, 1912년 9월 6일 아바나 ~ 1978년 11월 9일 보고타)는 쿠바의 가수이다. 아바나에서 태어났다. 학생 시절에는 아마추어 복서였으나, 1938년경에 아바나 최대의 도박장 카지노 데 라 프라자의 가수로 데뷔하였다. 1940년에 쿠가토의 초빙으로 미국으로 건너가 그의 악단 전속 가수가 된 뒤 월도프 아스토리아 호텔에 출연하여 명성을 얻었다. 그 후 쿠바 노래의 왕자로 활약을 계속하여 특히 〈바바르〉의 솜씨가 뛰어나 미스터 바바르라는 애칭을 듣기도 하였다. 정열적인 창법과 절묘한 리듬감에 놀라운 박력이 있어 명실공히 쿠바 가수의 최고봉이라고 할 수 있다.